# Astragalus kjurendaghi
Astragalus kjurendaghi es una especie de planta del género Astragalus, de la familia de las leguminosas, orden Fabales.

## Distribución
Astragalus kjurendaghi se distribuye por Turkmenistán.

## Taxonomía
Fue descrita científicamente por V. V. Nikitin. Fue publicada en Izv. Akad. Nauk Turkmensk. S.S.R., Ser. Biol. Nauk 1975(1): 20 (1975).